# Braunellen (Pflanzengattung)
Die Braunellen (lateinisch Prunella, früher Brunella), auch Brunellen genannt, sind eine Pflanzengattung in der Familie der Lippenblütler (Lamiaceae). Zu beachten ist die namentliche Verwechslungsmöglichkeit mit der Vogelgattung Braunellen (Prunella), wobei die Gleichheit sowohl des deutschen als auch des wissenschaftlichen Namens einen seltenen Fall darstellt. 

## Beschreibung

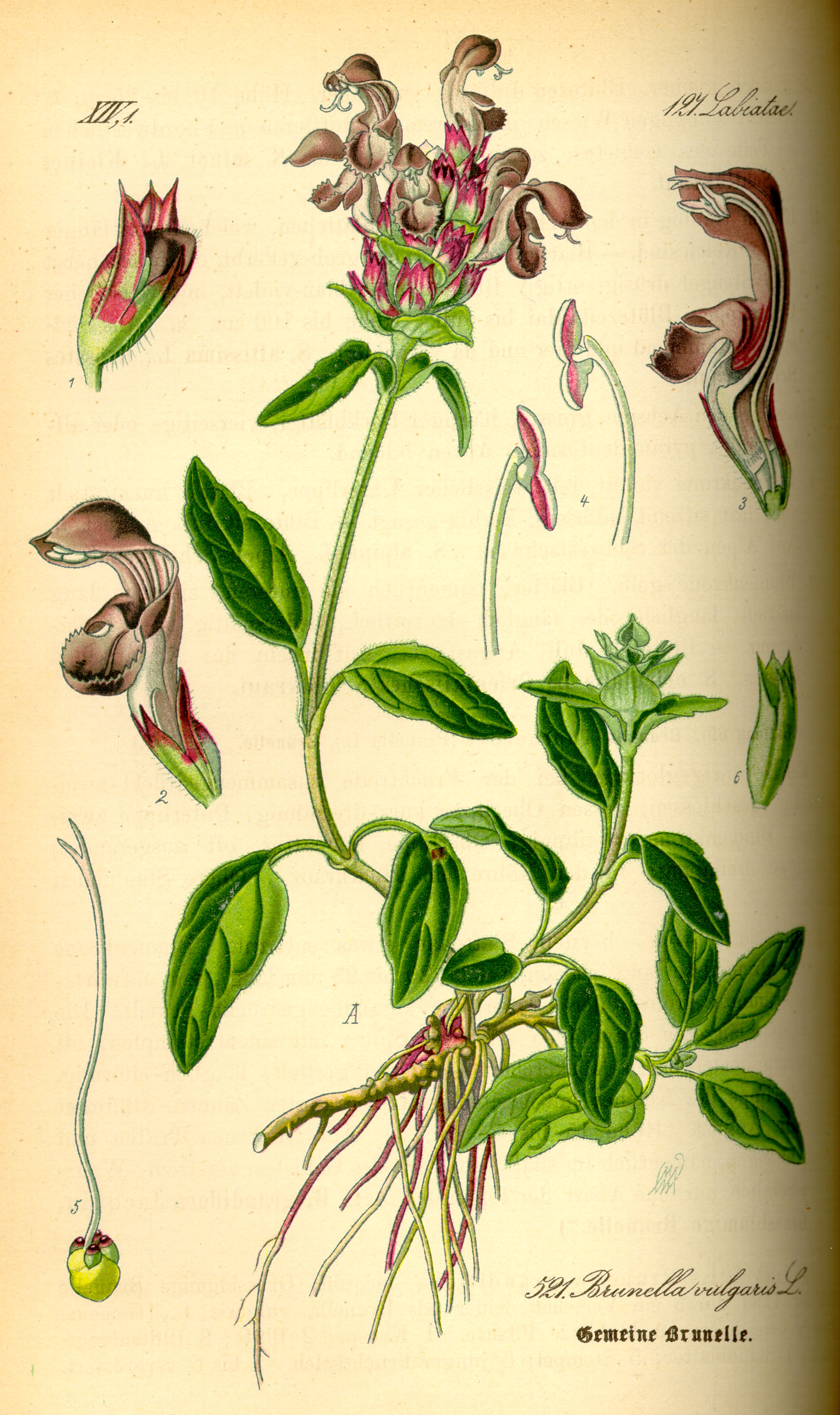
Illustration aus Prof. Dr. Otto Wilhelm Thomé: Flora von Deutschland, Österreich und der Schweiz 1885, Gera der Kleinen Braunelle (Prunella vulgaris)

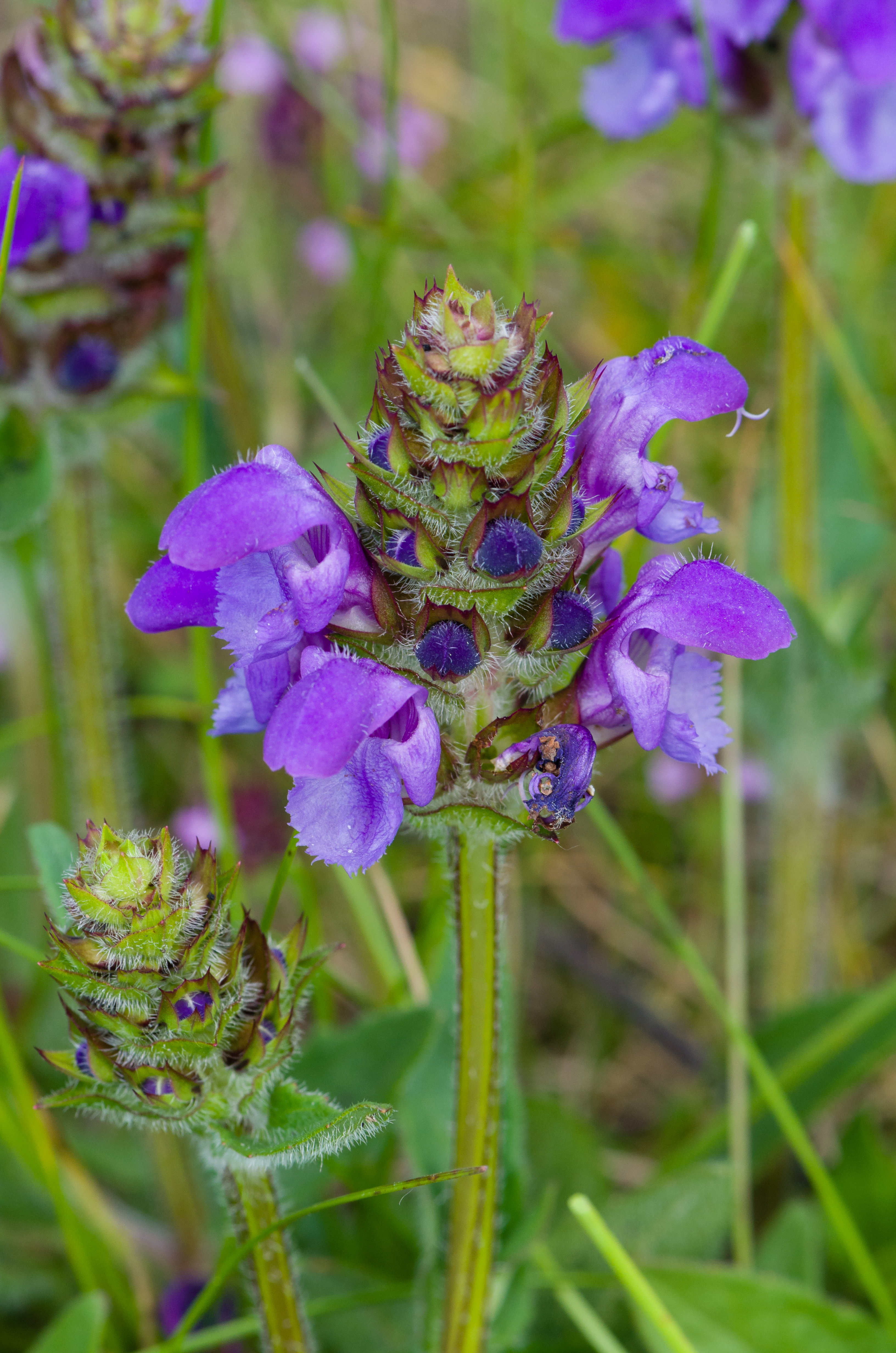
Großblütige Braunelle (Prunella grandiflora)

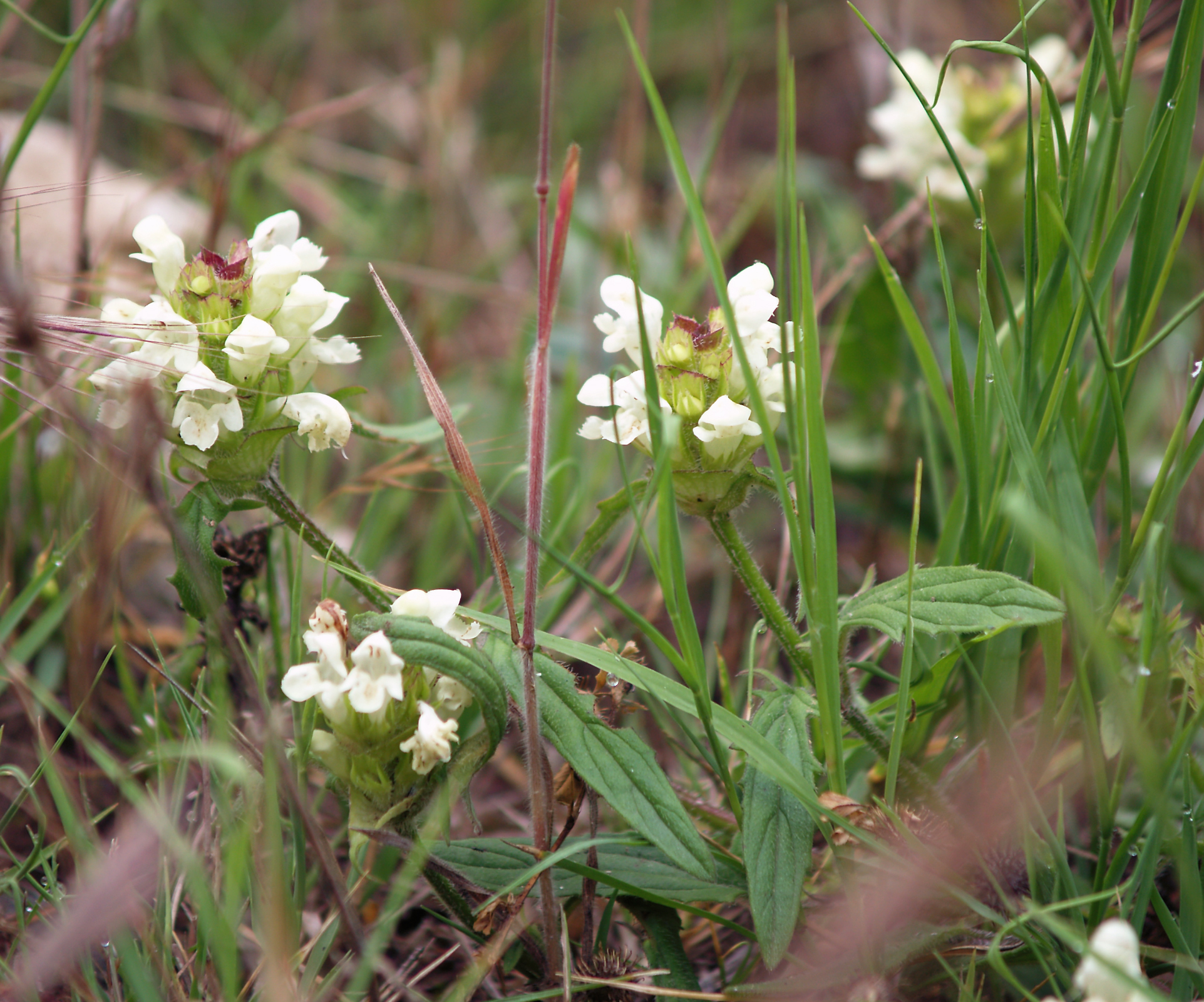
Weiße Braunelle (Prunella laciniata)

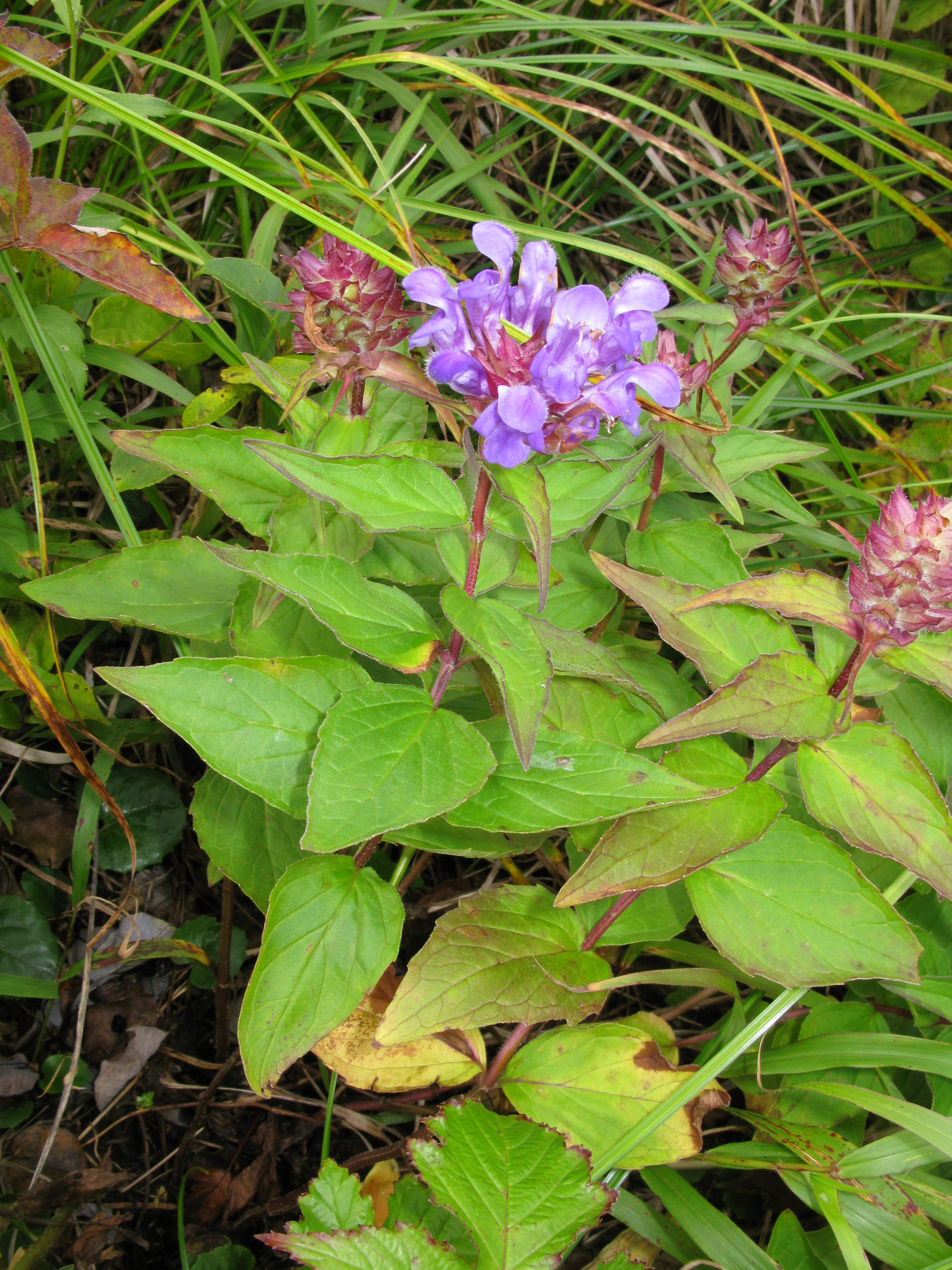
Prunella prunelliformis

### Vegetative Merkmale
Bei Prunella-Arten handelt es sich um ausdauernde krautige Pflanzen, die mehr oder weniger niedrige, kriechende Matten bilden, von denen die blütentragenden Sprosse aufrecht oder aufsteigend abzweigen.
Von den gegenständigen Laubblätter sind nur die unteren gestielt. Die Blattspreiten sind breit bis länglich eiförmig, bisweilen auch gelappt.

### Generative Merkmale
Die in der Regel sechsblütigen Scheinquirle sind zu einer endständigen, deutlich abgesetzten, eiförmigen bis rundlich-eiförmigen, dichten Scheinähre zusammengedrängt. Die oft rötlich oder purpurfarben überlaufenen Tragblätter sind von der Form her sehr breit und überlappen sich häufig; in jedem Fall sind sie deutlich von den normalen Laubblättern verschieden.
Die zwittrigen Blüten sind zygomorph und fünfzählig mit doppelter Blütenhülle. Der Kelch ist deutlich zweilippig, wobei die obere Lippe dreispitzig, und die untere tief zweispitzig ist. Beide Kelchlippen sind abgeflacht, so dass die Kelchröhre insgesamt ebenfalls zusammengedrückt ist. Die fünf Kronblätter sind zu einer Kronröhre verwachsen. Die weiße, rosafarbene bis violette Blütenkrone ist zweilippig. Die Unterlippe ist dreilappig, wobei der Mittellappen deutlich größer, hohl und am vorderen Rand meist gezähnelt ist.

## Standortansprüche
Die meisten Arten ziehen mehr oder weniger offene Standorte wie Grasland, Waldränder oder Flussufer vor.

## Systematik und Verbreitung
Die Gattung Prunella wurde durch Carl von Linné aufgestellt. Synonyme für Prunella L. sind: Brunella Mill. orth. var., Prunellopsis Kudô.
Es werden häufig Hybriden gebildet.
Die Prunella-Arten gedeihen in gemäßigten bis subtropischen Gebieten der Nordhalbkugel. Sie sind in Eurasien und Nordafrika verbreitet und kommen von Nord- bis Zentralamerika vor.
Je nach Artauffassung werden der Gattung Prunella 7 oder 13 bis 15 Arten zugerechnet:
- Prunella albanica Pénzes: Sie kommt nur in Albanien vor.[3]
- Prunella asiatica Nakai: Sie kommt in Ostasien vor. (Bei manchen Autoren gilt sie als Unterart Prunella vulgaris subsp. asiatica (Nakai) H.Hara[3])
- Prunella cretensis Gand.: Dieser Endemit kommt nur auf Kreta vor.[3]
- Großblütige Braunelle (Prunella grandiflora (L.) Scholler, Syn.: Prunella vulgaris var. grandiflora L., Prunella vulgaris subsp. grandiflora (L.) Ehrh., Prunella alpina Timb.-Lagr. nom. illeg., Prunella hastata Spreng., Prunella hastifolia Brot., Prunella speciosa Wender., Prunella pyrenaica (Gren. & Godr.) Philippe nom. illeg., Prunella tournefortii Timb.-Lagr., Prunella transsilvanica Schur, Prunella grandiflora var. alpina Nyman, Prunella grandiflora var. hastifolia (Brot.) Nyman, Prunella grandiflora var. incisa Klett & Richt., Prunella grandiflora var. pyrenaica Gren. & Godr., Prunella grandiflora subsp. pyrenaica (Gren. & Godr.) A.Bolòs & O.Bolòs, Prunella grandiflora subsp. hastifolia (Brot.) Breistr.): Sie ist von Europa bis zum Kaukasusraum verbreitet.[3]
- Prunella hispida Benth.: Sie gedeiht in den Gebirgen des südlichen Chinas und Indiens (Sie gilt auch als Unterart Prunella vulgaris subsp. hispida (Benth.) Hultén.)
- Prunella hyssopifolia L.: Sie kommt in Spanien, Italien, Frankreich, Korsika und Marokko vor.[3]
- Weiße Braunelle (Prunella laciniata (L.) L., Syn.: Prunella afriquena Pau & Font Quer, Prunella alba Pall. ex M.Bieb. nom. illeg., Prunella integerrima Beck, Prunella sulphurea Mill.): Sie ist von Europa über den Mittelmeerraum bis in den nordwestlichen Iran verbreitet.[3]
- Prunella orientalis Bornm.: Sie kommt in Vorderasien von der Türkei bis Syrien vor.[3]
- Prunella prunelliformis (Maxim.) Makino: Dieser Endemit kommt im nördlichen bis zentralen Teil der japanischen Hauptinsel Honshu vor.[3]
- Kleine Braunelle (Prunella vulgaris L.): Es gibt etwa fünf Unterarten. Sie sind in Eurasien und Nordafrika verbreitet und kommen von Nord- bis Zentralamerika vor.[3]